# Chùa Hanh Cù
Chùa Hanh Cù nay thuộc thôn Hanh Cù, xã Vũ Quý, huyện Kiến Xương xưa thuộc làng Đông Trung, phủ Kiến Xương. Làng Động Trung (nay là hai xã Vũ Quý và Vũ Trung) vốn là một làng văn hiến có nhiều đình, đền, chùa ở các thôn. Do việc tiêu thổ trong kháng chiến chống Pháp, các đình, chùa bị tháo dỡ nay hai xã chỉ còn ngôi chùa Hanh Cù còn chùa Đại Ngạn đang được tu bổ.